# Julia Beck
Julia Beck (Stoccolma, 20 dicembre 1853 – Vaucresson, 21 settembre 1935) è stata una pittrice svedese.

## Biografia

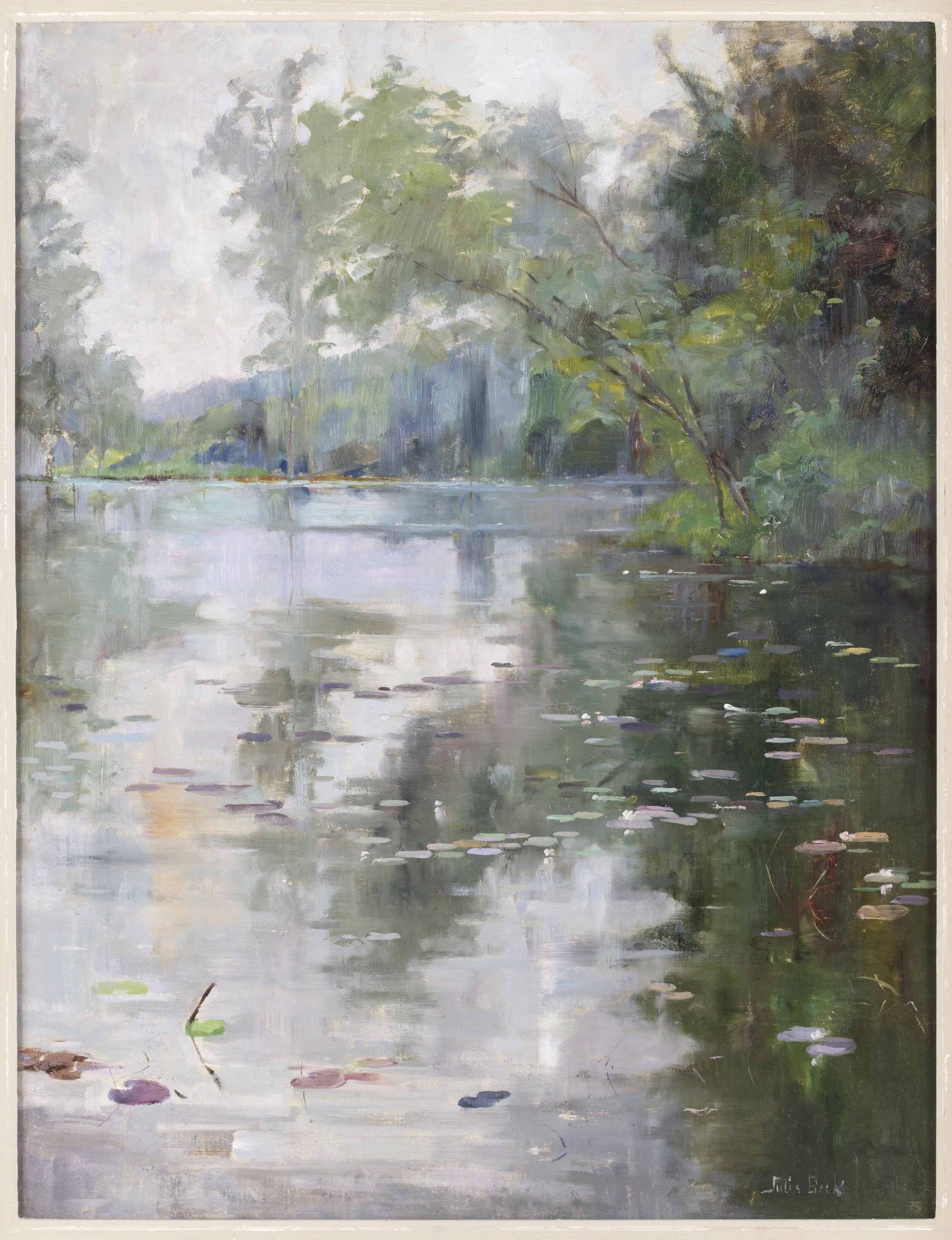
Näckrosor, olio su tela, 1887-1888

Julia Beck era figlia di Franz Beck, immigrato in Svezia nel 1840 dalla provincia dell'Assia Renana (all'epoca parte del Granducato d'Assia) e di Julia Lovisa Carlotta Carlsson, dama di corte del re di Svezia Carlo XIV Giovanni.
Il padre era rilegatore specializzato in edizioni di pregio. Sia Julia sia il fratello Johann Viktor davano spesso una mano nell'attività paterna, Julia era un'abile calligrafa. Mentre il fratello proseguì l'attività di legatoria del padre Julia scelse di dedicarsi all'arte. Frequentò la Slöjdskolan, una scuola di artigianato e poi la Reale Accademia delle Belle Arti dal 1872 al 1878, si trasferì a Parigi dove dal 1881 frequentò l'Académie Julian frequentando i corsi di Léon Bonnat e Jean-Léon Gérôme. Frequentò poi le lezioni presso la scuola del belga Alfred Stevens insieme a Karin Bergöö Larsson.
Condivise uno studio con altre artiste svedesi a Parigi, Hildegard Thorell, Anna Norstedt, Elisabeth Keyser e la norvegese Harriet Backer. Frequentò la colonia di artisti svedesi e norvegesi che gravitava intorno alla località di Grez-sur-Loing, un villaggio circa 70 km a sud di Parigi frequentato dal paesaggista Jules Bastien-Lepage e i cui dintorni idilliaci attrassero numerosi paesaggisti en plein air.
Julia tornò spesso a Stoccolma e viaggiò parecchio, nel 1887 tornò definitivamente in Francia a nel 1889 si stabilì a Vaucresson, una piccola cittadina ad ovest di Parigi dove visse fino alla sua morte. Le sue opere furono apprezzate soprattutto in Francia, nel 1934 le fu conferita la Legion d'onore che si affiancò ai riconoscimenti ottenuti nelle mostre a Parigi e all'estero.
La sua opera, rimasta nell'oblio per quasi un secolo è di recente stata rivalutata, diverse sue opere, schizzi e acquerelli, si trovano al Museo nazionale di Stoccolma.